# العارضة (حزم العدين)

تعديل مصدري - تعديل

العارضة هي إحدى قرى عزلة حقين بمديرية حزم العدين التابعة لمحافظة إب، بلغ تعداد سكانها 905 نسمة حسب تعداد اليمن لعام 2004.